# Chūichi Nagumo
Chūichi Nagumo (南雲 忠一 Nagumo Chūichi?,  25 de marzo de 1887-6 de julio de 1944) fue un vicealmirante japonés de la Armada Imperial Japonesa durante la Segunda Guerra Mundial. Fue un controvertido marino que participó como comandante de la flota que atacó con éxito Pearl Harbor, pero fue derrotado en la decisiva batalla de Midway, derrota que a la larga le costaría la guerra al Japón.

## Biografía

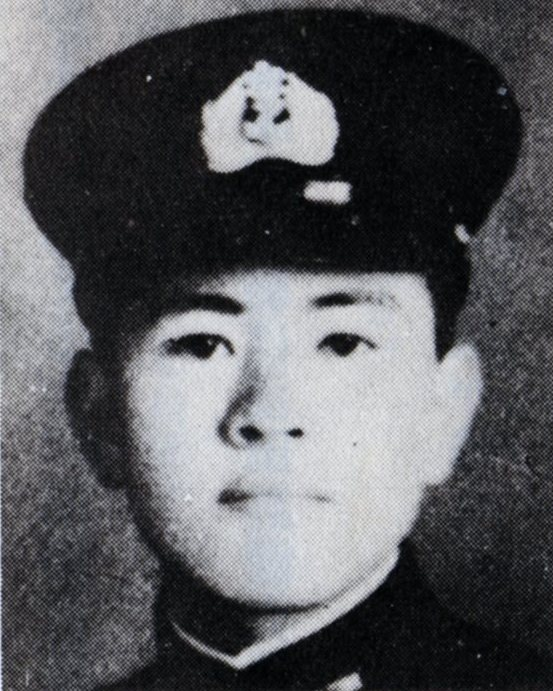
Teniente Chuichi Nagumo (Circa 1914)

Nagumo nació en Yonezawa, en la prefectura de Yamagata, en 1887. Se graduó en la 36.ª clase de la Academia Naval Imperial Japonesa en 1908, siendo el 8.º de 191 cadetes. Como guardiamarina sirvió en los cruceros protegidos Sōya, Niitaka y Nisshin. Tras esto, fue ascendido a Alférez de Fragata en 1910 y asignado al crucero Asama.
Tras su paso por las escuelas de torpedo y artillería naval, fue ascendido a Alférez de Navío y sirvió en el acorazado Aki, seguido por el destructor Hatsuyuki. En 1914, fue ascendido a Teniente de Navío y fue asignado al crucero de batalla Kirishima, seguido por el destructor Sugi. Tres años después, el 15 de diciembre de 1917, se le asignó su primer mando: el destructor Kisaragi.
Decidió graduarse en la Escuela de Guerra Naval, y fue ascendido a Capitán de Corbeta en 1920. De 1920 a 1921, fue capitán del destructor Momi, pero pronto fue cesado del cargo para entrar al Estado Mayor de la Armada. Se convirtió en Capitán de Fragata en 1924, y, de 1925 a 1926, fue enviado junto con la delegación japonesa en la misión para estudiar la estrategia de guerra naval, tácticas y equipo en Europa y Estados Unidos.
En su regreso a Japón, Nagumo sirvió como capitán de diferentes buques, entre ellos el crucero pesado Takao y el acorazado Yamashiro. En 1935 fue ascendido a Contraalmirante y fue comandante de la 8.ª División de Cruceros. Dos años después, de 1937 a 1938, fue director de la Escuela de Torpedos y posteriormente dirigió la 3.ª División de Cruceros de 1938 a 1939. Asumiría el rango de Vicealmirante en 1939, y de 1940 a 1941 fue el director de la Escuela de Guerra Naval.

### Segunda Guerra Mundial
El 10 de abril de 1941 la 1.ª Flota Aérea, al mando de Nagumo, fue asignada a la operación contra Pearl Harbor el 7 de diciembre del presente año, erigiendo su insignia en el Akagi de la 1.ª División de Portaaviones. Como tenía más experiencia en guerra de torpedos que en guerra aérea, Nagumo delegó muchas de sus responsabilidades a su nuevo Jefe de Estado Mayor, el contraalmirante Ryūnosuke Kusaka. La decisión de retirarse con la flota japonesa intacta y no efectuar un tercer ataque todavía es materia de discusión.

Nagumo era un oficial de la vieja escuela, un especialista de torpedos y de maniobras de superficie... No tenía ninguna idea de la capacidad y el potencial de la aviación naval.
Nishizō Tsukahara

Después del ataque a Pearl Harbor, comandó varias batallas de la campaña del Pacífico en 1942, y en la exitosa incursión en el Océano Índico en abril de ese mismo año con notable éxito, poniendo fin al peligro de las fuerzas navales de Inglaterra en el área. Sin embargo, debido a un grave error táctico de atacar Midway sin asegurar el perímetro y a fallos en el abanico de exploradores y en una conjunción de errores tácticos, perdió los cuatro portaaviones capitales y sus valiosas tripulaciones, el (Akagi, Kaga, Sōryū y Hiryū) en la decisiva batalla de Midway en junio. 
Nagumo además desdeñó las advertencias de su subordinado, el contraalmirante Tamon Yamaguchi al mando del portaaviones Hiryū, quien lo instó a tomar una rápida acción en la batalla respecto del cambio de armas en los aviones. Esto le llevó a recibir muchas críticas por su cerrado criterio, falta absoluta de iniciativa y arrojo, principalmente porque muchos militares japoneses sentían que Nagumo no había puesto el máximo empeño durante la batalla.
Tras su desastrosa organización en Midway, Nagumo fue relevado por Yamamoto al mando de la 3.ª Flota en julio, compuesta por buques obsoletos y/o dañados como menosprecio. En este lapso comandaría la flota durante las batallas de las Salomón Orientales en agosto, y las islas Santa Cruz en octubre. Tras esto, Nagumo fue reasignado a la comandancia del Distrito Naval de Sasebo, y haría lo propio en el Distrito Naval de Kure el 21 de junio de 1943. De este puesto acabaría dimitiendo en octubre, momento en el que se le fue entregado el mando de la 1.ª Flota.
Debido a las continuas derrotas japonesas se le concedió el mando de la Flota del Área del Pacífico Central y de la 14.ª Flota Aérea el 4 de marzo de 1944, y tendría su Cuartel General en Saipán.

#### Muerte

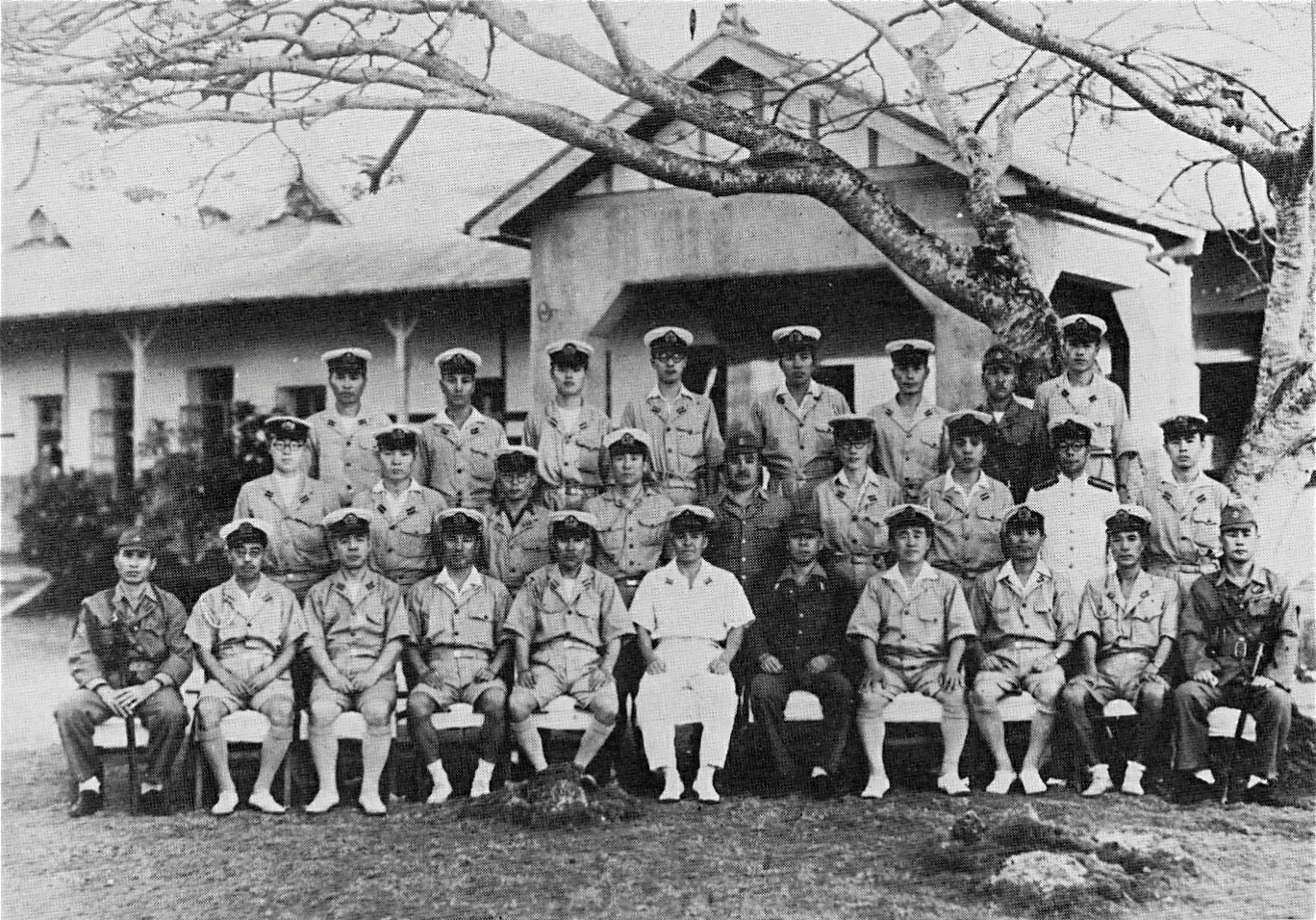
Nagumo con su staff (Saipán-1944)

En las etapas finales de la captura de Saipán por el Cuerpo de Marines de los Estados Unidos, el 6 de julio de 1944 Nagumo se suicidó ritualmente, aunque un oficial japonés del Ejército, presente como kaishakunin, lo remató con un disparo en la nuca. Como homenaje póstumo fue ascendido al grado de almirante dos días después de su muerte.

## Cultura popular
| Año  | Película                                     | Actor              |
| ---- | -------------------------------------------- | ------------------ |
| 1968 | Almirante Yamamoto                           | Susumu Fujita      |
| 1970 | Tora! Tora! Tora!                            | Eijirō Tōno        |
| 1976 | La batalla de Midway (Midway)                | James Shigeta      |
| 1981 | Rengō Kantai                                 | Nobuo Kaneko       |
| 2011 | Rengō Kantai Shirei Chōkan: Yamamoto Isoroku | Takeo Nakahara (*) |
| 2019 | Midway                                       | Jun Kunimura       |